# مارغريت برايس
مارغريت برايس هي أكاديمية أمريكية في مجالات البلاغة والتأليف والقراءة والكتابة فضلاً عن دراسات الإعاقة والجنون. هي مؤلفة كتابي ماد آت سكوول (2011) و كريب الزمكان (2024).
اعتبارًا من عام 2024 تعمل في جامعة ولاية أوهايو حيث تعمل كأستاذة مشاركة في أقسام اللغة الإنجليزية ودراسات المرأة والجنسانية والنوع الاجتماعي. وهي أيضًا مديرة برنامج دراسات الإعاقة بالجامعة.

## التعليم
حصلت برايس على درجة البكالوريوس في الآداب من كلية أمهرست ودرجة الماجستير في الفنون الجميلة من جامعة ميشيغان ودرجة الدكتوراه من جامعة ماساتشوستس.

## حياتها المهنية
في عام 2011 نشرت برايس كتاب "مجنون في المدرسة: بلاغة الإعاقة العقلية والحياة الأكاديمية" عن طريق مطبعة جامعة ميشيغان. وفاز الكتاب بجائزة الكتاب المتميز من مؤتمر التأليف والاتصال الجامعي.
انضمت برايس إلى جامعة ولاية أوهايو في عام 2015. وفي العام التالي أدخلوها إلى قاعة مشاهير سوزان إم. دانييلز للتوجيه لذوي الإعاقة نيابة عن التحالف الوطني للتوجيه لذوي الإعاقة. أما في عام 2024 فقد نشرت برايس كتاب "الفضاء الزمني المُعقّد: الوصول والفشل والمساءلة في الحياة الأكاديمية" عن طريق مطبعة جامعة ديوك. ثم اعتبارًا من عام 2024 تعمل برايس في جامعة ولاية أوهايو حيث تعمل كأستاذة مشاركة في أقسام اللغة الإنجليزية ودراسات المرأة والجنسانية والنوع الاجتماعي. وهي أيضًا مديرة برنامج دراسات الإعاقة بالجامعة.

## الحياة الشخصية
تعرّف برايس نفسها على أنها امرأة من ذوي الهوية الجنسية الغريبة. واعتبارًا من عام 2016 عاشت في كلينتونفيل مع شريكها جوننا كيلر.

## المنشورات
- ماد آت سكول: بلاغة الإعاقة العقلية والحياة الأكاديمية. مطبعة جامعة ميشيغان. 2011.
- كريب سبيستايم: الوصول والفشل والمساءلة في الحياة الأكاديمية. مطبعة جامعة ديوك. 2024.